# Physcomitrium courtoisii
Physcomitrium courtoisii är en bladmossart som beskrevs av Jean Édouard Gabriel Narcisse Paris och Brotherus 1909. Physcomitrium courtoisii ingår i släktet huvmossor, och familjen Funariaceae. Inga underarter finns listade i Catalogue of Life.